# Graellsia roncalensis
Graellsia roncalensis är en fjärilsart som beskrevs av Bustillo och Rubio 1974. Graellsia roncalensis ingår i släktet Graellsia och familjen påfågelsspinnare. Inga underarter finns listade i Catalogue of Life.